# Kristian von Hornsleth
Kristian von Hornsleth (født Kristian Andrew Hornsleth den 29. december 1963 i Edinburgh, Scotland) er en dansk billedkunstner.
Hornsleth er student fra Herlufsholm Kostskole og gik fra 1988 til 94 ved Kunstakademiets Arkitektskole. Han gjorde sig kendt i den brede offentlighed, da han i 2006 lancerede sit Uganda landsby-projekt. Projektet var udtænkt at sætte fokus på “handel med den 3. Verden”, og gik ud på at få en hel landsby til at tage kunstnerens efternavn, mod at få en gris eller ged i bytte. Projektet vakte stor forargelse, og bl.a. Amnesty International rejste kritik af Ugandas ambassadør i Danmarks reaktion ved udstillingen, der viser folk fra Uganda med identitetskort med deres nye navn.
I 
I 2008 gjorde Hornsleth sig igen bemærket ved at sælge anparter i en virksomhed der udelukkende investerer i våbenindustrien. Ideen bag projektet var, at afkastet fra aktierne skulle investeres i humanitære organisationer og projekter. Dette projekt er blevet det absolut mest omfattende kunst- og investeringsprojekt Hornsleth endnu har udarbejdet. H.A.I.C har i dag solgt 100/100 B-anparter og 5/100 C-anparter. A-anparten ejes af Hornsleth selv, og er den eneste anpart i guld. Virksomheden kom til demokratisk enighed ved generalforsamlingen i 2023, om hvorvidt dele af pengene skulle bruges på mange 1000 hektar bevaret regnskov i Panama, men også at opkøbe aktier i en benprotesefabrik, for at skabe cirkulær økonomi i H.A.I.C. Virksomhedens årlige generalforsamling har med alle dets medlemmer, udviklet sig til at blive en bred netværksklub, blandt mange forskellige personligheder. Traditionen tro for virksomhedens årlige generalforsamling, mødes alle medlemmer og anpartshavere på skydebanen til konkurrenceskydning, hvorefter Hornsleths showroom byder på middag, hvor beslutningerne skal træffes. Herefter plejer turen at gå på Hornsleth Bar i København, for at runde dagen og aftenen af.
Den 30. november 2013 afsluttede Hornsleth projektet Deep Storage Project, der bl.a. bygger på tanken om det evige liv.
Den 18. november 2014 havde dokumentarfilmen Hornsleth - På dybt vand tv-premiere på DR2. Filmen følger kunstneren i fem år fra projektets start til kunstværket, en otte gange elleve meter stjerneformet stålskulptur med DNA prøver fra 4000 personer, blev nedsænket i Marianergraven.
Han signerer sine værker Horn$leth, og det lille 'von' købte han, da han synes, hans borgerlige navn blev for kedeligt.

## Anklager om tyveri
I september 2009 anklages Hornsleth for  uden tilladelse at have brugt fotografier af den verdenskendte fotograf Antoniou Platon i sine malerier. Platon truer både Hornsleth og bolighuset ILVA med sagsanlæg, som ender med at både ILVA og Hornsleth fjerner reproduktioner af malerier, hvor Hornsleth uden tilladelse har anvendt Platons prisvindende fotografier af henholdsvis Pamela Anderson og Bill Clinton .
I december 2009 anklages Hornsleth igen at bruge fotografier uden tilladelse. Hoffotograf Steen Brogaard kræver, at Hornsleth stopper plakatsalg a 1200 kr., som benytter Kronprins Frederiks forlovelsesfotografi uden tilladelse. Brogaard truer Hornsleth med erstatningskrav, hvis ikke salget stopper øjeblikkeligt. Derefter trækker Hornsleth plakaten tilbage.
I februar 2013 dømmes Hornsleth i Østre Landsret for i en collage at bruge et fotografi af Camilla Stockmann taget af fotografen Lizette Kabre. Han dømmes til at betale vederlag og godtgørelse til fotografen på henholdsvis 5.000 og 25.000 kr. samt 20.000 kroner i sagsomkostninger.

## Hornsleth og markedsføring
Kristian von Hornsleth og hans kunst har bl.a. været med til at markedsføre store brands som Cocio, Gajol, ILVA og Netto. Hornsleth har ligeledes deltaget i flere Emergency Room projekter og udstillinger.
I 2009 åbnede REKOM A/S i samarbejde med Kristian von Hornsleth baren "Hornsleth" i Løvstræde i København. Han åbnede i 2014 en bar i Klostergade i Aarhus og i 2016 en bar på Dæmningen i Vejle. Denne lukkede allerede i 2017, hvorefter der åbnede en i Jomfru Ane Gade i Aalborg. Til trods for navnet, er der tale om natklubber i flere etager med tre barer: Cocktail lounge, Mainroom (dansegulv) og en mindre lounge med dansegulv. Klubberne er indrettet  med vægmalerier, collager, lamper og drinks designet af Kristian von Hornsleth. Natklubberne har REKOM som ejer og driver flere natklubber i Danmark og Norge som et slags franchise ejet af Kristian von Hornsleth.